# Citrus × unshiu
Citrus unshiu (Yu.Tanaka ex Swingle) Marcow., 1921, è una specie di agrume, un mandarancio, senza semi e facile da sbucciare. È conosciuto anche come miyagawa o myacawa, Unshu mikan (温州蜜柑), mandarino di Satsuma (薩摩) e arancia di Satsuma.
È di origine cinese, chiamato più tardi Unsyu (Wenzhou), Cina, ma introdotto in occidente dal Giappone dove viene chiamato satsuma o mikan.

## Nomenclatura
Citrus unshiu in Cina è conosciuto come Wēnzhōu mìgān (cinese semplificato: 温州蜜柑; cinese tradizionale: 溫州蜜柑), e mikan in Giappone (o formalmente Unshū mikan (温州蜜柑), leggendo in giapponese i caratteri cinesi recepiti nella lingua). In entrambe le lingue, il nome significa "miele di agrumi di Wenzhou" (città nella provincia dello Zhejiang in China). Un nome cinese alternativo è: 无核桔; pinyin: wúhé jú, che significa "mandarino senza semi".
Satsuma, uno dei nomi comuni per questo frutto, deriva dall'ex provincia di Satsuma (薩摩) in Giappone, da cui questi frutti sono stati esportati per la prima volta in Occidente nel 1878.

## Descrizione

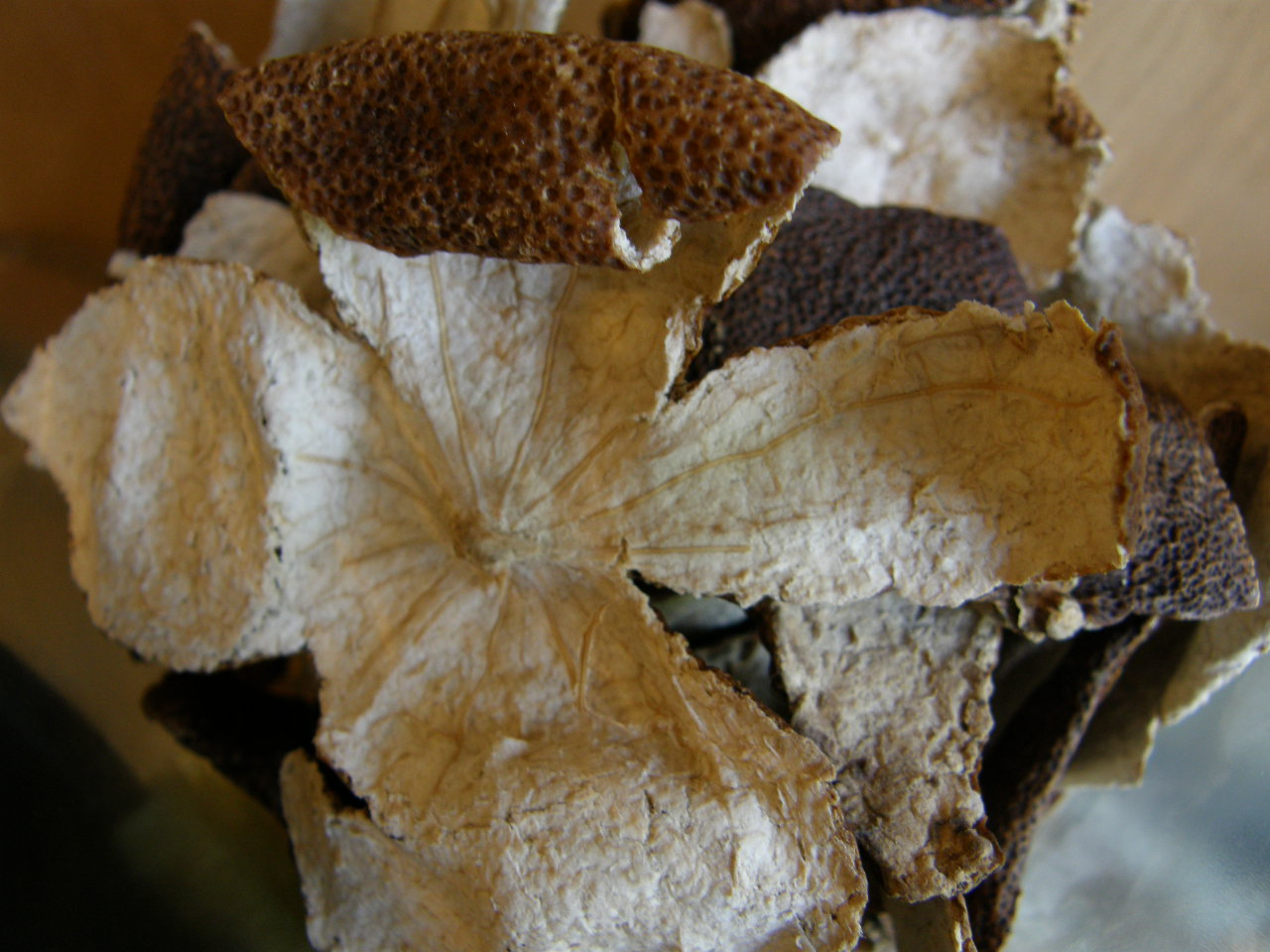
La buccia essiccata viene utilizzata nella cucina cinese

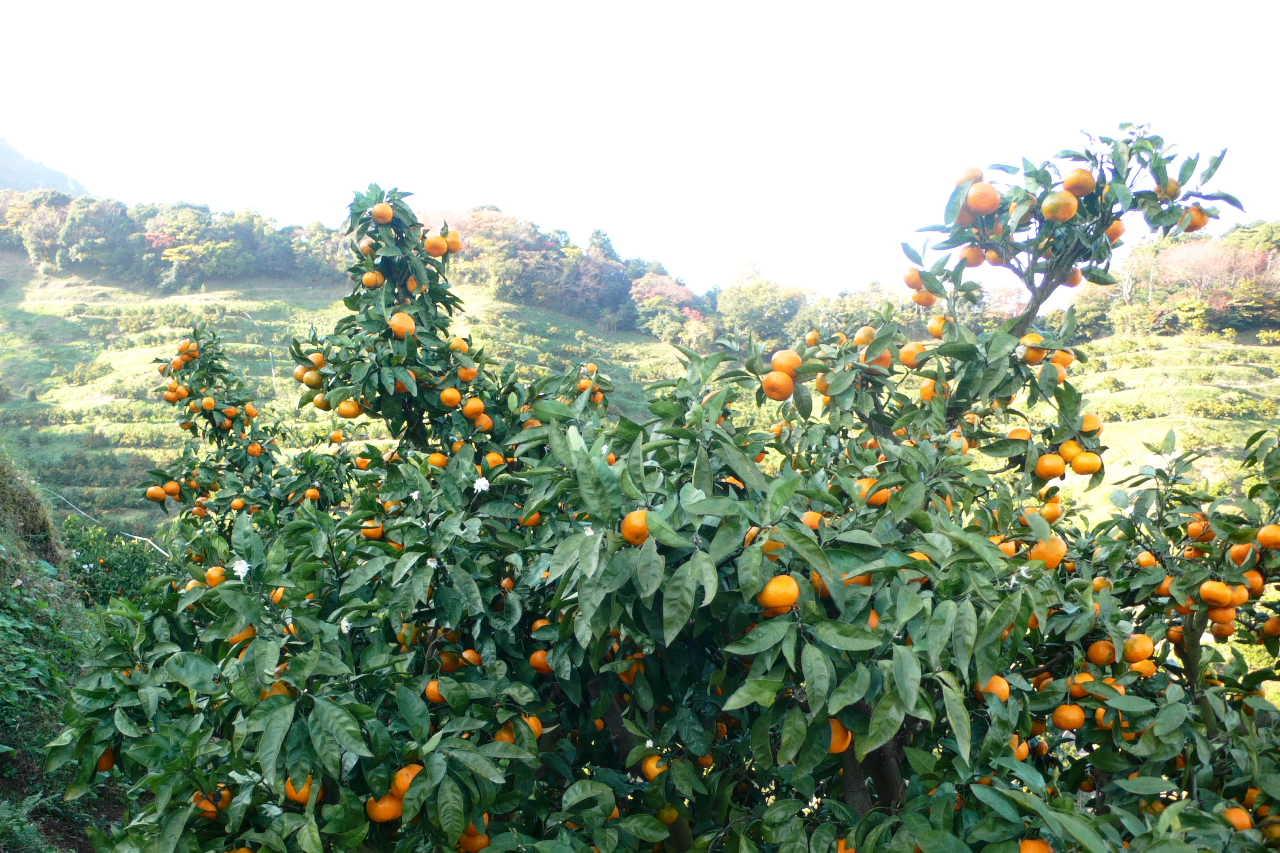
Albero di Satsuma a Izunokuni, prefettura Shizuoka, Giappone

La pianta ha una forma arborea di bassa statura, con chioma fitta. La foglia è lanceolata e ampia, mentre il frutto è di forma tondeggiante, leggermente schiacciata all'estremità superiore e inferiore (oblata) ed è piuttosto dolce se paragonato a molti altri agrumi. Le dimensioni del frutto sono più o meno quello degli altri mandaranci (Citrus reticulata). I Satsuma sono noti per la loro buccia morbida e vellutata e sono molto facili da sbucciare rispetto a molti altri agrumi. La buccia è gialla o verde intenso, anche a maturazione avvenuta; la colorazione infatti dipende spesso dal clima; i satsuma coltivati in zone umide possono essere maturi mentre la buccia è ancora verde, mentre quelli coltivati in zone con temperature notturne fredde possono avere una buccia di colore arancione rossastro brillante. La polpa è particolarmente delicata ed ha un colore arancione, simile a quella dei mandarini, la buccia è piuttosto sottile; la polpa è spesso priva di semi. È resistente al freddo.
Il frutto ha una maturazione precoce (tra ottobre e dicembre) e risulta essere molto apprezzato come primizia. Il frutto resiste sulla pianta anche fino a primavera, ma perde quasi tutto il suo sapore, per cui viene lasciato sulle piante solamente con funzione ornamentale.

## Storia
I gesuiti portarono gli unshiu dall'Asia al Nord America nel XVIII secolo, iniziando a coltivarli nella propria piantagione a New Orleans in Louisiana (allora parte della Nuova Spagna). La via comunale "Orange" a New Orleans, in origine si chiamava "Rue Des Orangers" e sede del frutteto dei Gesuiti. In seguito i frutteti sono stati spostati più a sud nella Plaquemines Parish per fornire una maggiore protezione dalle gelate arrivando fino ai giorni nostri. La famiglia Becnel è il più grande produttore di agrumi della Louisiana.
Il frutto è diventato molto comune negli Stati Uniti a partire dalla fine del XIX secolo. Nel 1878, durante il periodo Meiji, gli Owari mikan furono portati negli Stati Uniti dalla provincia di Satsuma a Kyūshū, Giappone, dalla coniuge del ministro americano in Giappone, il generale Van Valkenberg, che li ribattezzò satsumas. Tra il 1908 e il 1911 circa un milione di alberi di Owari mikan furono importati in tutti gli stati della bassa costa del Golfo. Gli Owari sono ancora comunemente coltivati in Florida. Le città di Satsuma, Alabama; Satsuma, Florida; Satsuma, Texas; e Satsuma, Louisiana prendono il nome da questo frutto. Nel 1920 Jackson County nella Florida Panhandle si era proclamata la "Satsuma Capital of the World" (Capitale mondiale del satsuma), Tuttavia, l'industria commerciale è stata profondamente danneggiata da uno sbalzo termico di −13.3 °C (8.1 °F) nel 1911, da un uragano nel 1915 e da un periodo molto freddo alla fine degli anni '30.

## Distribuzione
Citrus unshiu è coltivato tra l'altro in Giappone, Spagna, Italia, Cina centrale, Corea, Stati Uniti, Sudafrica, Sud America, Nuova Zelanda e intorno al Mar Nero.
In Italia è coltivato con successo in Sicilia, Puglia, Calabria e Basilicata.

## Tassonomia
Nel sistema di classificazione Tanaka, Citrus unshiu è considerato una specie separata dal mandarino. Nel sistema Swingle invece, gli unshiu sono considerati un gruppo di varietà di mandarini. L'analisi genetica ha dimostrato che il Satsuma è un ibrido mandarino-pomelo, con il 22% del suo genoma, una proporzione maggiore rispetto alla maggior parte dei mandarini, proveniente dal pomelo. È nato quando un mandarino della varietà huanglingmiao/kishu a basso contenuto di pomelo (immesso in C. reticulata da Tanaka) è stato incrociato con un pomelo o un ibrido di pomelo, quindi la coltivazione risultante è stata incrociata con un altro mandarino huanglingmiao/kishu.
Plants of the World Online considera Citrus × unshiu un mero sinonimo di Citrus × aurantium f. deliciosa .